# Comuna de Marcinowice
Marcinowice (polaco: Gmina Marcinowice) é uma gminy (comuna) na Polónia, na voivodia de Baixa Silésia e no condado de Świdnicki (dolnośląski). A sede do condado é a cidade de Marcinowice.
De acordo com os censos de 2004, a comuna tem 6560 habitantes, com uma densidade 68,4 hab/km².

## Área
Estende-se por uma área de 95,91 km², incluindo:
- área agrícola: 82%
- área florestal: 8%

## Demografia
Dados de 30 de Junho 2004:
|                      | Total   | Total | Mulheres | Mulheres | Homens  | Homens |
| -------------------- | ------- | ----- | -------- | -------- | ------- | ------ |
|                      | pessoas | %     | pessoas  | %        | pessoas | %      |
| População            | 6560    | 100   | 3339     | 50,9     | 3221    | 49,1   |
| Densidade (pop./km²) | 68,4    | 100   | 34,8     | 34,8     | 33,6    | 33,6   |

De acordo com dados de 2002, o rendimento médio per capita ascendia a 1126,23 zł.

## Subdivisões
- Biała, Chwałków, Gola Świdnicka, Gruszów, Kątki, Klecin, Krasków, Marcinowice, Mysłaków, Sady, Stefanowice, Strzelce, Szczepanów, Śmiałowice, Tąpadła, Tworzyjanów, Wirki, Wiry, Zebrzydów.

## Comunas vizinhas
- Dzierżoniów, Łagiewniki, Mietków, Sobótka, Świdnica, Żarów